# Movistar (Chili)
Movistar Chile (jusqu'en 2006 : Compañía de Teléfonos de Chile (CTC)) est une entreprise chilienne de télécommunications, filiale de Telefónica.
Elle a été fondée en 1880.